# Dupleix
Dupleix — протичовновий фрегат типу F70 Національних ВМС Франції. Це четвертий французький корабель названий на честь Жозефа Француа Дюплея.
Примітка: Французький флот не використовує термін "есмінець "для своїх кораблів; отже, деякі великі кораблі, що називаються "фрегат", зареєстровані як руйнівники ("destroyer").

## Озброєння
- 1 система Кроталь CAPEX — 8 ракет на рампі та 18 в наявності;
- 2 системи Simbad з 4 ракетами Містраль кожний;
- 100 мм гармата CADAM;
- 2 20-мм автоматичні гармати;
- 4 кулемети калібру 12,7 мм ;
- 4 пускові установки для крилатих протикорабельних ракет MM38 Exocet;
- 2 торпедні апарати та 10 торпед L5 Mod4.

## Dupleix у Чорному морі
З 14 квітня до групи бойових і допоміжних кораблів Франції в акваторії Чорного моря (рятувальне судно «FS Alize» та корабель розвідки ВМС Франції «Dupuy de Lome») приєднався протичовновий фрегат «Dupleix».